# Coupe du monde de futsal de 2024
Navigation
Lituanie 2021 Édition 2028
La Coupe du monde de futsal 2024 est la dixième Coupe du monde de futsal, le championnat international quadriennal de futsal disputé par les équipes nationales masculines des associations membres de la FIFA. Le tournoi a lieu en Ouzbékistan. Il s'agit du premier tournoi de la FIFA organisé par l'Ouzbékistan et de la quatrième Coupe du monde de futsal organisée en Asie ;  la dernière édition en date ayant eu lieu en Thaïlande en 2012.
Le Portugal est le tenant du titre.

## Organisation

### Sélection de l'hôte
Les pays suivants sont candidats à l'organisation du tournoi :
| AFC - Iran - Inde - Ouzbékistan CAF - Maroc | CONCACAF - Guatemala - États-Unis - Mexique - Nicaragua |

L'Ouzbékistan s'est vu attribuer les droits d'organisation de la compétition. La décision a été annoncée par le Conseil de la FIFA à l'issue de la réunion du vendredi 23 juin 2023.

### Villes et salles retenues
Le 19 avril 2024, la Fifa annonce les villes hôtes qui accueilleront la coupe du monde de Futsal. Il s'agit de Tachkent, la capitale ouzbek, de Boukhara, ancien nœud commercial de la Route de la soie et d'Andijan, ville située dans la vallée de la Ferghana.
| Humo Arena | Bukhara Universal Sports Complex | Andijan Universal Sports Complex |
| Capacité : 12,500 | Capacité : 4,000                 | Capacité : 4,000                 |
| |                                  |                                  |
| [[Fichier:Uzbekistan location map.svg\|500px\|{{#if:\|{{{alt}}}\|Coupe du monde de futsal de 2024 est dans la page Ouzbékistan.]]Tachkent Boukhara Andijan |                                  |                                  |

### Qualifications
Un total de 24 équipes se qualifient pour le tournoi final. En plus de l'Ouzbékistan qui se qualifie automatiquement en tant qu'hôte, 23 autres équipes se qualifient à partir de six compétitions continentales distinctes.
|  | Confédération                                   | Compétition                                    | Équipe           |
|  | ----------------------------------------------- | ---------------------------------------------- | ---------------- |
|  | AFC Asie                                        | Pays organisateur                              | Ouzbékistan      |
|  | AFC Asie                                        | Championnat d'Asie de futsal 2024 (en)         | Iran             |
|  | AFC Asie                                        | Championnat d'Asie de futsal 2024 (en)         | Tadjikistan      |
|  | AFC Asie                                        | Championnat d'Asie de futsal 2024 (en)         | Thaïlande        |
|  | AFC Asie                                        | Championnat d'Asie de futsal 2024 (en)         | Afghanistan      |
|  | CAF Afrique                                     | Coupe d'Afrique des nations de futsal 2024     | Angola           |
|  | CAF Afrique                                     | Coupe d'Afrique des nations de futsal 2024     | Maroc            |
|  | CAF Afrique                                     | Coupe d'Afrique des nations de futsal 2024     | Libye            |
|  | CONCACAF Amérique du Nord, centrale et Caraïbes | Championnat de futsal de la CONCACAF 2024 (en) | Costa Rica       |
|  | CONCACAF Amérique du Nord, centrale et Caraïbes | Championnat de futsal de la CONCACAF 2024 (en) | Cuba             |
|  | CONCACAF Amérique du Nord, centrale et Caraïbes | Championnat de futsal de la CONCACAF 2024 (en) | Guatemala        |
|  | CONCACAF Amérique du Nord, centrale et Caraïbes | Championnat de futsal de la CONCACAF 2024 (en) | Panama           |
|  | CONMEBOL Amérique du Sud                        | Copa América de futsal 2024 (en)               | Brésil           |
|  | CONMEBOL Amérique du Sud                        | Copa América de futsal 2024 (en)               | Argentine        |
|  | CONMEBOL Amérique du Sud                        | Copa América de futsal 2024 (en)               | Paraguay         |
|  | CONMEBOL Amérique du Sud                        | Copa América de futsal 2024 (en)               | Venezuela        |
|  | OFC Océanie                                     | Championnat d'Océanie de futsal 2023 (en)      | Nouvelle-Zélande |
|  | UEFA Europe                                     | Qualifications de la zone Europe 2024          | Kazakhstan       |
|  | UEFA Europe                                     | Qualifications de la zone Europe 2024          | France           |
|  | UEFA Europe                                     | Qualifications de la zone Europe 2024          | Portugal         |
|  | UEFA Europe                                     | Qualifications de la zone Europe 2024          | Espagne          |
|  | UEFA Europe                                     | Qualifications de la zone Europe 2024          | Ukraine          |
|  | UEFA Europe                                     | Qualifications de la zone Europe 2024          | Croatie          |
|  | UEFA Europe                                     | Qualifications de la zone Europe 2024          | Pays-Bas         |

| Mise à jour au 28/04/2024                                                       |                                                                                |
| - Équipes qualifiées AFC - Équipes qualifiées CAF - Équipes qualifiées CONCACAF | - Équipes qualifiées CONMEBOL - Équipe qualifiée OFC - Équipes qualifiées UEFA |

## Compétition
| Source : Calendrier officiel de la Coupe du monde de futsal de 2024. |

### Tirage au sort

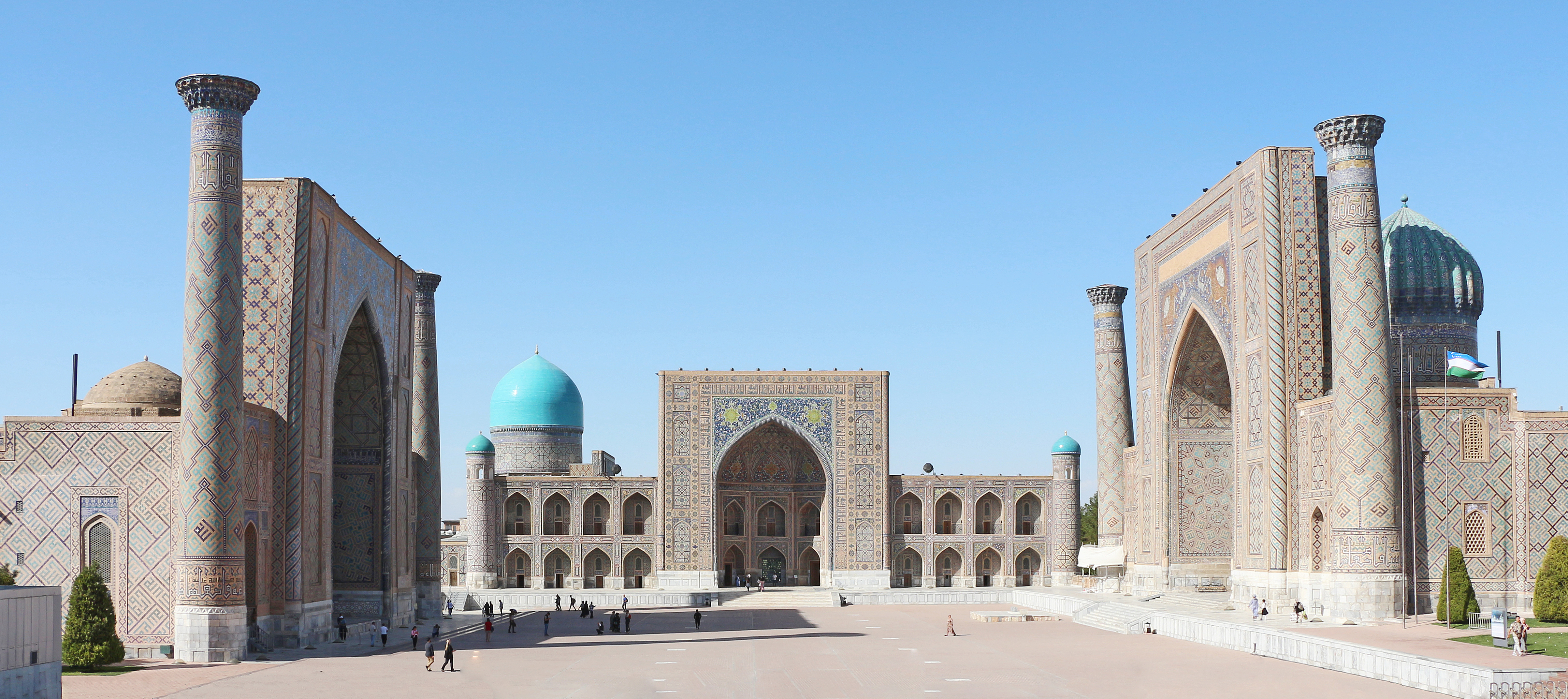
La place Régistan, lieu du tirage au sort.

Le tirage au sort officiel a lieu le 26 mai 2024 dans le Régistan, la place au cœur de la ville de Samarcande.

Les 24 équipes ont été réparties en six groupes de quatre équipes. Le pays hôte l'Ouzbékistan a été automatiquement classés dans le pot 1 et assigné à la position A1, tandis que les équipes restantes ont été classées dans leurs pots respectifs en fonction de leurs résultats lors des cinq dernières Coupes du Monde de Futsal de la FIFA (les tournois les plus récents ont un poids plus important), avec des points bonus attribués aux champions de la confédération. Aucun groupe ne pourrait contenir plus d'une équipe de chaque confédération, sauf qu'il y aurait un groupe avec deux équipes de l'UEFA en raison du nombre total de sept équipes de l'UEFA.
| Chapeau 1                                                        | Chapeau 2                                                      | Chapeau 3                                                                         | Chapeau 4                                               |
| ---------------------------------------------------------------- | -------------------------------------------------------------- | --------------------------------------------------------------------------------- | ------------------------------------------------------- |
| - Ouzbékistan H - Brésil - Portugal - Espagne - Iran - Argentine | - Maroc - Kazakhstan - Thaïlande - France - Ukraine - Paraguay | - Croatie - Nouvelle-Zélande - Venezuela - Afghanistan - Costa Rica - Tadjikistan | - Pays-Bas - Guatemala - Panama - Angola - Libye - Cuba |

### Phase de groupes
Les deux meilleures équipes de chaque groupe et les quatre meilleures équipes classées troisièmes accèdent aux huitièmes de finale.
Critères de départage
Les classements des équipes dans chaque groupe sont déterminés comme suit :
1. points obtenus dans tous les matches de groupe ;
2. différence de buts dans tous les matches de groupe ;
3. nombre de buts marqués dans tous les matches de groupe ;

Si deux équipes ou plus sont à égalité sur la base des trois critères ci-dessus, leur classement est déterminé comme suit :
1. points obtenus lors des matches de poules entre les équipes concernées ;
2. différence de buts dans les matches de groupe entre les équipes concernées ;
3. nombre de buts marqués lors des matches de poule entre les équipes concernées ;
4. points de fair-play dans tous les matches de groupe (une seule déduction peut être appliquée à un joueur dans un seul match):
  1. Carton jaune: -1 point ;
  2. Carton rouge indirect (deuxième carton jaune) : -3 points ;
  3. Carton rouge direct: -4 points ;
  4. Carton jaune et carton rouge direct: -5 points ;
5. tirage au sort par la commission d'organisation de la FIFA.

#### Groupe A
| Rang | Équipe        | Pts | J | G | N | P | Bp | Bc | Diff |
| ---- | ------------- | --- | - | - | - | - | -- | -- | ---- |
| 1    | Paraguay      | 6   | 3 | 2 | 0 | 1 | 11 | 8  | +3   |
| 2    | Pays-Bas      | 5   | 3 | 1 | 2 | 0 | 10 | 7  | +3   |
| 3    | Costa Rica    | 4   | 3 | 1 | 1 | 1 | 9  | 10 | -1   |
| 4    | Ouzbékistan H | 1   | 3 | 0 | 1 | 2 | 7  | 12 | -5   |

1re journée
| Match             | Ouzbékistan | 3 - 3   | Pays-Bas | Humo Arena, Tachkent                         |                                              |
| 14 septembre 2024 |             | (1 - 1) |          | Spectateurs : 7 561 Arbitrage : Khalid Hnich | Spectateurs : 7 561 Arbitrage : Khalid Hnich |
| 14 septembre 2024 | Rapport     |         |          | Spectateurs : 7 561 Arbitrage : Khalid Hnich | Spectateurs : 7 561 Arbitrage : Khalid Hnich |

| Match             | Paraguay | 5 - 2   | Costa Rica | Humo Arena, Tachkent                               |                                                    |
| 14 septembre 2024 |          | (3 - 2) |            | Spectateurs : 5 658 Arbitrage : Pornnarong Grairod | Spectateurs : 5 658 Arbitrage : Pornnarong Grairod |
| 14 septembre 2024 | Rapport  |         |            | Spectateurs : 5 658 Arbitrage : Pornnarong Grairod | Spectateurs : 5 658 Arbitrage : Pornnarong Grairod |

2e journée
| Match             | Ouzbékistan | 1 - 4   | Paraguay | Humo Arena, Tachkent                         |                                              |
| 17 septembre 2024 |             | (0 - 2) |          | Spectateurs : 9 081 Arbitrage : Reinier Fiss | Spectateurs : 9 081 Arbitrage : Reinier Fiss |
| 17 septembre 2024 | Rapport     |         |          | Spectateurs : 9 081 Arbitrage : Reinier Fiss | Spectateurs : 9 081 Arbitrage : Reinier Fiss |

| Match             | Costa Rica | 2 - 2   | Pays-Bas | Humo Arena, Tachkent                           |                                                |
| 17 septembre 2024 |            | (1 - 1) |          | Spectateurs : 1 481 Arbitrage : Lautaro Romero | Spectateurs : 1 481 Arbitrage : Lautaro Romero |
| 17 septembre 2024 | Rapport    |         |          | Spectateurs : 1 481 Arbitrage : Lautaro Romero | Spectateurs : 1 481 Arbitrage : Lautaro Romero |

3e journée
| Match             | Costa Rica | 5 - 3   | Ouzbékistan | Humo Arena, Tachkent                           |                                                |
| 20 septembre 2024 |            | (2 - 1) |             | Spectateurs : 8 025 Arbitrage : Anelize Schulz | Spectateurs : 8 025 Arbitrage : Anelize Schulz |
| 20 septembre 2024 | Rapport    |         |             | Spectateurs : 8 025 Arbitrage : Anelize Schulz | Spectateurs : 8 025 Arbitrage : Anelize Schulz |

| Match             | Pays-Bas | 5 - 2   | Paraguay | Bukhara Universal Sports Complex, Boukhara         |                                                    |
| 20 septembre 2024 |          | (2 - 1) |          | Spectateurs : 2 411 Arbitrage : Hiroyuki Kobayashi | Spectateurs : 2 411 Arbitrage : Hiroyuki Kobayashi |
| 20 septembre 2024 | Rapport  |         |          | Spectateurs : 2 411 Arbitrage : Hiroyuki Kobayashi | Spectateurs : 2 411 Arbitrage : Hiroyuki Kobayashi |

#### Groupe B
| Rang | Équipe    | Pts | J | G | N | P | Bp | Bc | Diff |
| ---- | --------- | --- | - | - | - | - | -- | -- | ---- |
| 1    | Brésil    | 9   | 3 | 3 | 0 | 0 | 27 | 2  | +25  |
| 2    | Thaïlande | 6   | 3 | 2 | 0 | 1 | 13 | 15 | -2   |
| 3    | Croatie   | 3   | 3 | 1 | 0 | 2 | 9  | 10 | -1   |
| 4    | Cuba      | 0   | 3 | 0 | 0 | 3 | 5  | 27 | -22  |

1re journée
| Match             | Brésil  | 10 - 0  | Cuba | Bukhara Universal Sports Complex, Boukhara   |                                              |
| 14 septembre 2024 |         | (4 - 0) |      | Spectateurs : 2 045 Arbitrage : Ondřej Černý | Spectateurs : 2 045 Arbitrage : Ondřej Černý |
| 14 septembre 2024 | Rapport |         |      | Spectateurs : 2 045 Arbitrage : Ondřej Černý | Spectateurs : 2 045 Arbitrage : Ondřej Černý |

| Match             | Croatie | 1 - 2   | Thaïlande | Bukhara Universal Sports Complex, Boukhara         |                                                    |
| 14 septembre 2024 |         | (0 - 1) |           | Spectateurs : 1 250 Arbitrage : Cristian Espíndola | Spectateurs : 1 250 Arbitrage : Cristian Espíndola |
| 14 septembre 2024 | Rapport |         |           | Spectateurs : 1 250 Arbitrage : Cristian Espíndola | Spectateurs : 1 250 Arbitrage : Cristian Espíndola |

2e journée
| Match             | Brésil  | 8 - 1   | Croatie | Bukhara Universal Sports Complex, Boukhara             |                                                        |
| 17 septembre 2024 |         | (4 - 1) |         | Spectateurs : 2 382 Arbitrage : Ebrahim Mehrabi Afshar | Spectateurs : 2 382 Arbitrage : Ebrahim Mehrabi Afshar |
| 17 septembre 2024 | Rapport |         |         | Spectateurs : 2 382 Arbitrage : Ebrahim Mehrabi Afshar | Spectateurs : 2 382 Arbitrage : Ebrahim Mehrabi Afshar |

| Match             | Thaïlande | 10 - 5  | Cuba | Bukhara Universal Sports Complex, Boukhara        |                                                   |
| 17 septembre 2024 |           | (3 - 3) |      | Spectateurs : 1 341 Arbitrage : Cristiano Cardoso | Spectateurs : 1 341 Arbitrage : Cristiano Cardoso |
| 17 septembre 2024 | Rapport   |         |      | Spectateurs : 1 341 Arbitrage : Cristiano Cardoso | Spectateurs : 1 341 Arbitrage : Cristiano Cardoso |

3e journée
| Match             | Thaïlande | 1 - 9   | Brésil | Bukhara Universal Sports Complex, Boukhara   |                                              |
| 20 septembre 2024 |           | (1 - 3) |        | Spectateurs : 2 040 Arbitrage : Diego Molina | Spectateurs : 2 040 Arbitrage : Diego Molina |
| 20 septembre 2024 | Rapport   |         |        | Spectateurs : 2 040 Arbitrage : Diego Molina | Spectateurs : 2 040 Arbitrage : Diego Molina |

| Match             | Cuba    | 0 - 7   | Croatie | Humo Arena, Tachkent                            |                                                 |
| 20 septembre 2024 |         | (0 - 2) |         | Spectateurs : 1 528 Arbitrage : Nicola Manzione | Spectateurs : 1 528 Arbitrage : Nicola Manzione |
| 20 septembre 2024 | Rapport |         |         | Spectateurs : 1 528 Arbitrage : Nicola Manzione | Spectateurs : 1 528 Arbitrage : Nicola Manzione |

#### Groupe C
| Rang | Équipe      | Pts | J | G | N | P | Bp | Bc | Diff |
| ---- | ----------- | --- | - | - | - | - | -- | -- | ---- |
| 1    | Argentine   | 9   | 3 | 3 | 0 | 0 | 18 | 7  | +11  |
| 2    | Ukraine     | 6   | 3 | 2 | 0 | 1 | 12 | 10 | +2   |
| 3    | Afghanistan | 3   | 3 | 1 | 0 | 2 | 8  | 10 | -2   |
| 4    | Angola      | 0   | 3 | 0 | 0 | 3 | 11 | 22 | -11  |

1re journée
| Match             | Argentine | 7 - 1   | Ukraine | Humo Arena, Tachkent                          |                                               |
| 15 septembre 2024 |           | (2 - 1) |         | Spectateurs : 3 086 Arbitrage : Anthony Riley | Spectateurs : 3 086 Arbitrage : Anthony Riley |
| 15 septembre 2024 | Rapport   |         |         | Spectateurs : 3 086 Arbitrage : Anthony Riley | Spectateurs : 3 086 Arbitrage : Anthony Riley |

| Match             | Afghanistan | 6 - 4   | Angola | Humo Arena, Tachkent                          |                                               |
| 15 septembre 2024 |             | (5 - 2) |        | Spectateurs : 2 106 Arbitrage : Dejan Veselič | Spectateurs : 2 106 Arbitrage : Dejan Veselič |
| 15 septembre 2024 | Rapport     |         |        | Spectateurs : 2 106 Arbitrage : Dejan Veselič | Spectateurs : 2 106 Arbitrage : Dejan Veselič |

2e journée
| Match             | Argentine | 2 - 1   | Afghanistan | Humo Arena, Tachkent                              |                                                   |
| 18 septembre 2024 |           | (1 - 0) |             | Spectateurs : 3 442 Arbitrage : Eduardo Fernandes | Spectateurs : 3 442 Arbitrage : Eduardo Fernandes |
| 18 septembre 2024 | Rapport   |         |             | Spectateurs : 3 442 Arbitrage : Eduardo Fernandes | Spectateurs : 3 442 Arbitrage : Eduardo Fernandes |

| Match             | Angola  | 2 - 7   | Ukraine | Humo Arena, Tachkent                   |                                        |
| 18 septembre 2024 |         | (1 - 3) |         | Spectateurs : 1 374 Arbitrage : Ran An | Spectateurs : 1 374 Arbitrage : Ran An |
| 18 septembre 2024 | Rapport |         |         | Spectateurs : 1 374 Arbitrage : Ran An | Spectateurs : 1 374 Arbitrage : Ran An |

3e journée
| Match             | Angola  | 5 - 9   | Argentine | Humo Arena, Tachkent                           |                                                |
| 21 septembre 2024 |         | (3 - 4) |           | Spectateurs : 4 449 Arbitrage : Chris Sinclair | Spectateurs : 4 449 Arbitrage : Chris Sinclair |
| 21 septembre 2024 | Rapport |         |           | Spectateurs : 4 449 Arbitrage : Chris Sinclair | Spectateurs : 4 449 Arbitrage : Chris Sinclair |

| Match             | Ukraine | 4 - 1   | Afghanistan | Andijan Universal Sports Complex, Andijan    |                                              |
| 21 septembre 2024 |         | (2 - 0) |             | Spectateurs : 2 090 Arbitrage : Jorge Flores | Spectateurs : 2 090 Arbitrage : Jorge Flores |
| 21 septembre 2024 | Rapport |         |             | Spectateurs : 2 090 Arbitrage : Jorge Flores | Spectateurs : 2 090 Arbitrage : Jorge Flores |

#### Groupe D
| Rang | Équipe           | Pts | J | G | N | P | Bp | Bc | Diff |
| ---- | ---------------- | --- | - | - | - | - | -- | -- | ---- |
| 1    | Espagne          | 7   | 3 | 2 | 1 | 0 | 16 | 2  | +14  |
| 2    | Kazakhstan       | 7   | 3 | 2 | 1 | 0 | 15 | 2  | +13  |
| 3    | Libye            | 3   | 3 | 1 | 0 | 2 | 4  | 13 | -9   |
| 4    | Nouvelle-Zélande | 0   | 3 | 0 | 0 | 3 | 2  | 20 | -18  |

1re journée
| Match             | Espagne | 1 - 1   | Kazakhstan | Andijan Universal Sports Complex, Andijan     |                                               |
| 15 septembre 2024 |         | (1 - 1) |            | Spectateurs : 1 808 Arbitrage : Roberto López | Spectateurs : 1 808 Arbitrage : Roberto López |
| 15 septembre 2024 | Rapport |         |            | Spectateurs : 1 808 Arbitrage : Roberto López | Spectateurs : 1 808 Arbitrage : Roberto López |

| Match             | Nouvelle-Zélande | 1 - 3   | Libye | Andijan Universal Sports Complex, Andijan        |                                                  |
| 15 septembre 2024 |                  | (0 - 1) |       | Spectateurs : 1 195 Arbitrage : Anatoliy Rubakov | Spectateurs : 1 195 Arbitrage : Anatoliy Rubakov |
| 15 septembre 2024 | Rapport          |         |       | Spectateurs : 1 195 Arbitrage : Anatoliy Rubakov | Spectateurs : 1 195 Arbitrage : Anatoliy Rubakov |

2e journée
| Match             | Espagne | 7 - 1   | Nouvelle-Zélande | Andijan Universal Sports Complex, Andijan       |                                                 |
| 18 septembre 2024 |         | (1 - 1) |                  | Spectateurs : 1 993 Arbitrage : Mohamed Youssef | Spectateurs : 1 993 Arbitrage : Mohamed Youssef |
| 18 septembre 2024 | Rapport |         |                  | Spectateurs : 1 993 Arbitrage : Mohamed Youssef | Spectateurs : 1 993 Arbitrage : Mohamed Youssef |

| Match             | Libye   | 1 - 4   | Kazakhstan | Andijan Universal Sports Complex, Andijan        |                                                  |
| 18 septembre 2024 |         | (1 - 3) |            | Spectateurs : 1 572 Arbitrage : Daniel Rodríguez | Spectateurs : 1 572 Arbitrage : Daniel Rodríguez |
| 18 septembre 2024 | Rapport |         |            | Spectateurs : 1 572 Arbitrage : Daniel Rodríguez | Spectateurs : 1 572 Arbitrage : Daniel Rodríguez |

3e journée
| Match             | Libye   | 0 - 8   | Espagne | Andijan Universal Sports Complex, Andijan      |                                                |
| 21 septembre 2024 |         | (0 - 5) |         | Spectateurs : 1 703 Arbitrage : Fahad Alhosani | Spectateurs : 1 703 Arbitrage : Fahad Alhosani |
| 21 septembre 2024 | Rapport |         |         | Spectateurs : 1 703 Arbitrage : Fahad Alhosani | Spectateurs : 1 703 Arbitrage : Fahad Alhosani |

| Match             | Kazakhstan | 10 - 0  | Nouvelle-Zélande | Humo Arena, Tachkent                        |                                             |
| 21 septembre 2024 |            | (4 - 0) |                  | Spectateurs : 3 828 Arbitrage : Ricardo Lay | Spectateurs : 3 828 Arbitrage : Ricardo Lay |
| 21 septembre 2024 | Rapport    |         |                  | Spectateurs : 3 828 Arbitrage : Ricardo Lay | Spectateurs : 3 828 Arbitrage : Ricardo Lay |

#### Groupe E
| Rang | Équipe      | Pts | J | G | N | P | Bp | Bc | Diff |
| ---- | ----------- | --- | - | - | - | - | -- | -- | ---- |
| 1    | Portugal    | 9   | 3 | 3 | 0 | 0 | 17 | 4  | +13  |
| 2    | Maroc       | 6   | 3 | 2 | 0 | 1 | 11 | 9  | +2   |
| 3    | Panama      | 3   | 3 | 1 | 0 | 2 | 12 | 19 | -7   |
| 4    | Tadjikistan | 0   | 3 | 0 | 0 | 3 | 7  | 15 | -8   |

1re journée
| Match             | Portugal | 10 - 1  | Panama | Humo Arena, Tachkent                           |                                                |
| 16 septembre 2024 |          | (8 - 0) |        | Spectateurs : 2 078 Arbitrage : Ryan Shepheard | Spectateurs : 2 078 Arbitrage : Ryan Shepheard |
| 16 septembre 2024 | Rapport  |         |        | Spectateurs : 2 078 Arbitrage : Ryan Shepheard | Spectateurs : 2 078 Arbitrage : Ryan Shepheard |

| Match             | Tadjikistan | 2 - 4   | Maroc | Humo Arena, Tachkent                            |                                                 |
| 16 septembre 2024 |             | (0 - 1) |       | Spectateurs : 3 959 Arbitrage : Oriana Zambrano | Spectateurs : 3 959 Arbitrage : Oriana Zambrano |
| 16 septembre 2024 | Rapport     |         |       | Spectateurs : 3 959 Arbitrage : Oriana Zambrano | Spectateurs : 3 959 Arbitrage : Oriana Zambrano |

2e journée
| Match             | Portugal | 3 - 2   | Tadjikistan | Humo Arena, Tachkent                         |                                              |
| 19 septembre 2024 |          | (2 - 0) |             | Spectateurs : 3 239 Arbitrage : Jorge Flores | Spectateurs : 3 239 Arbitrage : Jorge Flores |
| 19 septembre 2024 | Rapport  |         |             | Spectateurs : 3 239 Arbitrage : Jorge Flores | Spectateurs : 3 239 Arbitrage : Jorge Flores |

| Match             | Maroc   | 6 - 3   | Panama | Humo Arena, Tachkent                            |                                                 |
| 19 septembre 2024 |         | (3 - 1) |        | Spectateurs : 1 291 Arbitrage : Daniel Manrique | Spectateurs : 1 291 Arbitrage : Daniel Manrique |
| 19 septembre 2024 | Rapport |         |        | Spectateurs : 1 291 Arbitrage : Daniel Manrique | Spectateurs : 1 291 Arbitrage : Daniel Manrique |

3e journée
| Match             | Maroc   | 1 - 4   | Portugal | Humo Arena, Tachkent                                 |                                                      |
| 22 septembre 2024 |         | (0 - 2) |          | Spectateurs : 2 077 Arbitrage : Bill Rafael Villalba | Spectateurs : 2 077 Arbitrage : Bill Rafael Villalba |
| 22 septembre 2024 | Rapport |         |          | Spectateurs : 2 077 Arbitrage : Bill Rafael Villalba | Spectateurs : 2 077 Arbitrage : Bill Rafael Villalba |

| Match             | Panama  | 8 - 3   | Tadjikistan | Bukhara Universal Sports Complex, Boukhara       |                                                  |
| 22 septembre 2024 |         | (3 - 1) |             | Spectateurs : 1 572 Arbitrage : Damian Grabowski | Spectateurs : 1 572 Arbitrage : Damian Grabowski |
| 22 septembre 2024 | Rapport |         |             | Spectateurs : 1 572 Arbitrage : Damian Grabowski | Spectateurs : 1 572 Arbitrage : Damian Grabowski |

#### Groupe F
| Rang | Équipe    | Pts | J | G | N | P | Bp | Bc | Diff |
| ---- | --------- | --- | - | - | - | - | -- | -- | ---- |
| 1    | Iran      | 9   | 3 | 3 | 0 | 0 | 20 | 6  | +14  |
| 2    | France    | 6   | 3 | 2 | 0 | 1 | 14 | 10 | +4   |
| 3    | Venezuela | 3   | 3 | 1 | 0 | 2 | 11 | 17 | -6   |
| 4    | Guatemala | 0   | 3 | 0 | 0 | 3 | 10 | 22 | -12  |

1re journée
| Match             | Iran    | 7 - 1   | Venezuela | Bukhara Universal Sports Complex, Boukhara   |                                              |
| 16 septembre 2024 |         | (4 - 1) |           | Spectateurs : 1 694 Arbitrage : Nikola Jelić | Spectateurs : 1 694 Arbitrage : Nikola Jelić |
| 16 septembre 2024 | Rapport |         |           | Spectateurs : 1 694 Arbitrage : Nikola Jelić | Spectateurs : 1 694 Arbitrage : Nikola Jelić |

| Match             | Guatemala | 3 - 6   | France | Bukhara Universal Sports Complex, Boukhara    |                                               |
| 16 septembre 2024 |           | (3 - 2) |        | Spectateurs : 2 079 Arbitrage : Aymen Kammoun | Spectateurs : 2 079 Arbitrage : Aymen Kammoun |
| 16 septembre 2024 | Rapport   |         |        | Spectateurs : 2 079 Arbitrage : Aymen Kammoun | Spectateurs : 2 079 Arbitrage : Aymen Kammoun |

2e journée
| Match             | Iran    | 9 - 4   | Guatemala | Bukhara Universal Sports Complex, Boukhara         |                                                    |
| 19 septembre 2024 |         | (3 - 3) |           | Spectateurs : 1 209 Arbitrage : Alejandro Martínez | Spectateurs : 1 209 Arbitrage : Alejandro Martínez |
| 19 septembre 2024 | Rapport |         |           | Spectateurs : 1 209 Arbitrage : Alejandro Martínez | Spectateurs : 1 209 Arbitrage : Alejandro Martínez |

| Match             | France  | 7 - 3   | Venezuela | Bukhara Universal Sports Complex, Boukhara       |                                                  |
| 19 septembre 2024 |         | (3 - 2) |           | Spectateurs : 1 726 Arbitrage : Trương Quốc Dũng | Spectateurs : 1 726 Arbitrage : Trương Quốc Dũng |
| 19 septembre 2024 | Rapport |         |           | Spectateurs : 1 726 Arbitrage : Trương Quốc Dũng | Spectateurs : 1 726 Arbitrage : Trương Quốc Dũng |

3e journée
| Match             | France  | 1 - 4   | Iran | Bukhara Universal Sports Complex, Boukhara      |                                                 |
| 22 septembre 2024 |         | (0 - 0) |      | Spectateurs : 2 641 Arbitrage : Tarek Elkhataby | Spectateurs : 2 641 Arbitrage : Tarek Elkhataby |
| 22 septembre 2024 | Rapport |         |      | Spectateurs : 2 641 Arbitrage : Tarek Elkhataby | Spectateurs : 2 641 Arbitrage : Tarek Elkhataby |

| Match             | Venezuela | 7 - 3   | Guatemala | Humo Arena, Tachkent                            |                                                 |
| 22 septembre 2024 |           | (2 - 1) |           | Spectateurs : 2 650 Arbitrage : Daniel Matković | Spectateurs : 2 650 Arbitrage : Daniel Matković |
| 22 septembre 2024 | Rapport   |         |           | Spectateurs : 2 650 Arbitrage : Daniel Matković | Spectateurs : 2 650 Arbitrage : Daniel Matković |

#### Classement des troisièmes des groupes
| Rang | Équipe             | Pts | J | G | N | P | Bp | Bc | Diff |
| ---- | ------------------ | --- | - | - | - | - | -- | -- | ---- |
| 1    | Costa Rica (Gr.A)  | 4   | 3 | 1 | 1 | 1 | 9  | 10 | -1   |
| 2    | Croatie (Gr.B)     | 3   | 3 | 1 | 0 | 2 | 9  | 10 | -1   |
| 3    | Afghanistan (Gr.C) | 3   | 3 | 1 | 0 | 2 | 8  | 10 | -2   |
| 4    | Venezuela (Gr.F)   | 3   | 3 | 1 | 0 | 2 | 11 | 17 | -6   |
| 5    | Panama (Gr.E)      | 3   | 3 | 1 | 0 | 2 | 12 | 19 | -7   |
| 6    | Libye (Gr.D)       | 3   | 3 | 1 | 0 | 2 | 4  | 13 | -9   |

Règles de départage:# Plus grand nombre de points obtenus ;
1. Meilleure différence de buts ;
2. Plus grand nombre de buts marqués ;
3. Plus petit nombre de points disciplinaires ;
4. Tirage au sort.

Combinaisons de matchs en huitièmes de finale
Les matchs spécifiques impliquant les équipes classées troisièmes dépendent des quatre équipes classées troisièmes qualifiées pour les huitièmes de finale :
| Les équipes classées troisièmes se qualifient à partir des groupes | Les équipes classées troisièmes se qualifient à partir des groupes | Les équipes classées troisièmes se qualifient à partir des groupes | Les équipes classées troisièmes se qualifient à partir des groupes | Les équipes classées troisièmes se qualifient à partir des groupes | Les équipes classées troisièmes se qualifient à partir des groupes | [1A] Paraguay    | [1B] Brésil      | [1C] Argentine  | [1D] Espagne   |
| ------------------------------------------------------------------ | ------------------------------------------------------------------ | ------------------------------------------------------------------ | ------------------------------------------------------------------ | ------------------------------------------------------------------ | ------------------------------------------------------------------ | ---------------- | ---------------- | --------------- | -------------- |
| A                                                                  | B                                                                  | C                                                                  | D                                                                  |                                                                    |                                                                    | [3C] Afghanistan | [3D] Libye       | [3A] Costa Rica | [3B] Croatie   |
| A                                                                  | B                                                                  | C                                                                  |                                                                    | E                                                                  |                                                                    | [3C] Afghanistan | [3A] Costa Rica  | [3B] Croatie    | [3E] Panama    |
| A                                                                  | B                                                                  | C                                                                  |                                                                    |                                                                    | F                                                                  | [3C] Afghanistan | [3A] Costa Rica  | [3B] Croatie    | [3F] Venezuela |
| A                                                                  | B                                                                  |                                                                    | D                                                                  | E                                                                  |                                                                    | [3D] Libye       | [3A] Costa Rica  | [3B] Croatie    | [3E] Panama    |
| A                                                                  | B                                                                  |                                                                    | D                                                                  |                                                                    | F                                                                  | [3D] Libye       | [3A] Costa Rica  | [3B] Croatie    | [3F] Venezuela |
| A                                                                  | B                                                                  |                                                                    |                                                                    | E                                                                  | F                                                                  | [3E] Panama      | [3A] Costa Rica  | [3B] Croatie    | [3F] Venezuela |
| A                                                                  |                                                                    | C                                                                  | D                                                                  | E                                                                  |                                                                    | [3C] Afghanistan | [3D] Libye       | [3A] Costa Rica | [3E] Panama    |
| A                                                                  |                                                                    | C                                                                  | D                                                                  |                                                                    | F                                                                  | [3C] Afghanistan | [3D] Libye       | [3A] Costa Rica | [3F] Venezuela |
| A                                                                  |                                                                    | C                                                                  |                                                                    | E                                                                  | F                                                                  | [3C] Afghanistan | [3A] Costa Rica  | [3F] Venezuela  | [3E] Panama    |
| A                                                                  |                                                                    |                                                                    | D                                                                  | E                                                                  | F                                                                  | [3D] Libye       | [3A] Costa Rica  | [3F] Venezuela  | [3E] Panama    |
|                                                                    | B                                                                  | C                                                                  | D                                                                  | E                                                                  |                                                                    | [3C] Afghanistan | [3D] Libye       | [3B] Croatie    | [3E] Panama    |
|                                                                    | B                                                                  | C                                                                  | D                                                                  |                                                                    | F                                                                  | [3C] Afghanistan | [3D] Libye       | [3B] Croatie    | [3F] Venezuela |
|                                                                    | B                                                                  | C                                                                  |                                                                    | E                                                                  | F                                                                  | [3E] Panama      | [3C] Afghanistan | [3B] Croatie    | [3F] Venezuela |
|                                                                    | B                                                                  |                                                                    | D                                                                  | E                                                                  | F                                                                  | [3E] Panama      | [3D] Libye       | [3B] Croatie    | [3F] Venezuela |
|                                                                    |                                                                    | C                                                                  | D                                                                  | E                                                                  | F                                                                  | [3C] Afghanistan | [3D] Libye       | [3F] Venezuela  | [3E] Panama    |

- Combinaison réalisée

### Phase à élimination directe
En phase à élimination directe, si un match est à égalité à la fin du temps de jeu normal, des prolongations seront jouées (deux périodes de cinq minutes chacune) et suivies, si nécessaire, de tirs au but au point de penalty pour déterminer le vainqueur. Cependant, pour le match pour la troisième place, s'il est joué directement avant la finale, aucune prolongation ne sera jouée et le vainqueur sera déterminé par des tirs au but.

#### Tableau final
|  | Huitièmes de finale          | Huitièmes de finale         | Huitièmes de finale          | Huitièmes de finale         |            |            | Quarts de finale             | Quarts de finale             | Quarts de finale             | Quarts de finale             |                           |                           | Demi-finales              | Demi-finales              | Demi-finales              | Demi-finales              |  |  | Finale                    | Finale                    | Finale                    | Finale                    |
|  |                              |                             |                              |                             |            |            |                              |                              |                              |                              |                           |                           |                           |                           |                           |                           |  |  |                           |                           |                           |                           |
|  | 26 septembre 2024 - Andijan  | 26 septembre 2024 - Andijan | 26 septembre 2024 - Andijan  | 26 septembre 2024 - Andijan |            |            | 30 septembre 2024 - Tachkent | 30 septembre 2024 - Tachkent | 30 septembre 2024 - Tachkent | 30 septembre 2024 - Tachkent |                           |                           | 3 octobre 2024 - Tachkent | 3 octobre 2024 - Tachkent | 3 octobre 2024 - Tachkent | 3 octobre 2024 - Tachkent |  |  | 6 octobre 2024 - Tachkent | 6 octobre 2024 - Tachkent | 6 octobre 2024 - Tachkent | 6 octobre 2024 - Tachkent |
|  | Portugal                     | Portugal                    | 1                            | 1                           |            |            | 30 septembre 2024 - Tachkent | 30 septembre 2024 - Tachkent | 30 septembre 2024 - Tachkent | 30 septembre 2024 - Tachkent |                           |                           | 3 octobre 2024 - Tachkent | 3 octobre 2024 - Tachkent | 3 octobre 2024 - Tachkent | 3 octobre 2024 - Tachkent |  |  | 6 octobre 2024 - Tachkent | 6 octobre 2024 - Tachkent | 6 octobre 2024 - Tachkent | 6 octobre 2024 - Tachkent |
|  | Portugal                     | Portugal                    | 1                            | 1                           |            |            | 30 septembre 2024 - Tachkent | 30 septembre 2024 - Tachkent | 30 septembre 2024 - Tachkent | 30 septembre 2024 - Tachkent |                           |                           | 3 octobre 2024 - Tachkent | 3 octobre 2024 - Tachkent | 3 octobre 2024 - Tachkent | 3 octobre 2024 - Tachkent |  |  | 6 octobre 2024 - Tachkent | 6 octobre 2024 - Tachkent | 6 octobre 2024 - Tachkent | 6 octobre 2024 - Tachkent |
|  | Kazakhstan                   | Kazakhstan                  | 2                            | 2                           |            |            | 30 septembre 2024 - Tachkent | 30 septembre 2024 - Tachkent | 30 septembre 2024 - Tachkent | 30 septembre 2024 - Tachkent |                           |                           | 3 octobre 2024 - Tachkent | 3 octobre 2024 - Tachkent | 3 octobre 2024 - Tachkent | 3 octobre 2024 - Tachkent |  |  | 6 octobre 2024 - Tachkent | 6 octobre 2024 - Tachkent | 6 octobre 2024 - Tachkent | 6 octobre 2024 - Tachkent |
|  | Kazakhstan                   | Kazakhstan                  | 2                            | 2                           | Kazakhstan | Kazakhstan | 1                            | 1                            |                              |                              |                           |                           | 3 octobre 2024 - Tachkent | 3 octobre 2024 - Tachkent | 3 octobre 2024 - Tachkent | 3 octobre 2024 - Tachkent |  |  | 6 octobre 2024 - Tachkent | 6 octobre 2024 - Tachkent | 6 octobre 2024 - Tachkent | 6 octobre 2024 - Tachkent |
|  | 27 septembre 2024 - Tachkent |                             |                              |                             | Kazakhstan | Kazakhstan | 1                            | 1                            |                              |                              |                           |                           | 3 octobre 2024 - Tachkent | 3 octobre 2024 - Tachkent | 3 octobre 2024 - Tachkent | 3 octobre 2024 - Tachkent |  |  | 6 octobre 2024 - Tachkent | 6 octobre 2024 - Tachkent | 6 octobre 2024 - Tachkent | 6 octobre 2024 - Tachkent |
|  |                              |                             | Argentine                    | Argentine                   | 6          | 6          |                              |                              |                              |                              |                           |                           | 3 octobre 2024 - Tachkent | 3 octobre 2024 - Tachkent | 3 octobre 2024 - Tachkent | 3 octobre 2024 - Tachkent |  |  | 6 octobre 2024 - Tachkent | 6 octobre 2024 - Tachkent | 6 octobre 2024 - Tachkent | 6 octobre 2024 - Tachkent |
|  | Argentine                    | Argentine                   | Argentine                    | Argentine                   | 6          | 6          | 2                            | 2                            |                              |                              |                           |                           | 3 octobre 2024 - Tachkent | 3 octobre 2024 - Tachkent | 3 octobre 2024 - Tachkent | 3 octobre 2024 - Tachkent |  |  | 6 octobre 2024 - Tachkent | 6 octobre 2024 - Tachkent | 6 octobre 2024 - Tachkent | 6 octobre 2024 - Tachkent |
|  | Argentine                    | Argentine                   | 30 septembre 2024 - Boukhara |                             |            |            | 2                            | 2                            |                              |                              |                           |                           | 3 octobre 2024 - Tachkent | 3 octobre 2024 - Tachkent | 3 octobre 2024 - Tachkent | 3 octobre 2024 - Tachkent |  |  | 6 octobre 2024 - Tachkent | 6 octobre 2024 - Tachkent | 6 octobre 2024 - Tachkent | 6 octobre 2024 - Tachkent |
|  | Croatie                      | Croatie                     | 0                            | 0                           |            |            |                              |                              |                              |                              |                           |                           | 3 octobre 2024 - Tachkent | 3 octobre 2024 - Tachkent | 3 octobre 2024 - Tachkent | 3 octobre 2024 - Tachkent |  |  | 6 octobre 2024 - Tachkent | 6 octobre 2024 - Tachkent | 6 octobre 2024 - Tachkent | 6 octobre 2024 - Tachkent |
|  | Croatie                      | Croatie                     | 0                            | 0                           | Argentine  | Argentine  | 3                            | 3                            |                              |                              |                           |                           |                           |                           |                           |                           |  |  | 6 octobre 2024 - Tachkent | 6 octobre 2024 - Tachkent | 6 octobre 2024 - Tachkent | 6 octobre 2024 - Tachkent |
|  | 27 septembre 2024 - Boukhara |                             |                              |                             | Argentine  | Argentine  | 3                            | 3                            |                              |                              |                           |                           |                           |                           |                           |                           |  |  | 6 octobre 2024 - Tachkent | 6 octobre 2024 - Tachkent | 6 octobre 2024 - Tachkent | 6 octobre 2024 - Tachkent |
|  |                              |                             | France                       | France                      | 2          | 2          |                              |                              |                              |                              |                           |                           |                           |                           |                           |                           |  |  | 6 octobre 2024 - Tachkent | 6 octobre 2024 - Tachkent | 6 octobre 2024 - Tachkent | 6 octobre 2024 - Tachkent |
|  | Thaïlande                    | Thaïlande                   | France                       | France                      | 2          | 2          | 2                            | 2                            |                              |                              |                           |                           |                           |                           |                           |                           |  |  | 6 octobre 2024 - Tachkent | 6 octobre 2024 - Tachkent | 6 octobre 2024 - Tachkent | 6 octobre 2024 - Tachkent |
|  | Thaïlande                    | Thaïlande                   | 2 octobre 2024 - Tachkent    |                             |            |            | 2                            | 2                            |                              |                              |                           |                           |                           |                           |                           |                           |  |  | 6 octobre 2024 - Tachkent | 6 octobre 2024 - Tachkent | 6 octobre 2024 - Tachkent | 6 octobre 2024 - Tachkent |
|  | France                       | France                      | 5                            | 5                           |            |            |                              |                              |                              |                              |                           |                           |                           |                           |                           |                           |  |  | 6 octobre 2024 - Tachkent | 6 octobre 2024 - Tachkent | 6 octobre 2024 - Tachkent | 6 octobre 2024 - Tachkent |
|  | France                       | France                      | 5                            | 5                           | France     | France     | 2                            | 2                            |                              |                              |                           |                           |                           |                           |                           |                           |  |  | 6 octobre 2024 - Tachkent | 6 octobre 2024 - Tachkent | 6 octobre 2024 - Tachkent | 6 octobre 2024 - Tachkent |
|  | 25 septembre 2024 - Tachkent |                             |                              |                             | France     | France     | 2                            | 2                            |                              |                              |                           |                           |                           |                           |                           |                           |  |  | 6 octobre 2024 - Tachkent | 6 octobre 2024 - Tachkent | 6 octobre 2024 - Tachkent | 6 octobre 2024 - Tachkent |
|  |                              |                             | Paraguay                     | Paraguay                    | 1          | 1          |                              |                              |                              |                              |                           |                           |                           |                           |                           |                           |  |  | 6 octobre 2024 - Tachkent | 6 octobre 2024 - Tachkent | 6 octobre 2024 - Tachkent | 6 octobre 2024 - Tachkent |
|  | Paraguay                     | Paraguay                    | Paraguay                     | Paraguay                    | 1          | 1          | 3 ap                         | 3 ap                         |                              |                              |                           |                           |                           |                           |                           |                           |  |  | 6 octobre 2024 - Tachkent | 6 octobre 2024 - Tachkent | 6 octobre 2024 - Tachkent | 6 octobre 2024 - Tachkent |
|  | Paraguay                     | Paraguay                    | 29 septembre 2024 - Tachkent |                             |            |            | 3 ap                         | 3 ap                         |                              |                              |                           |                           |                           |                           |                           |                           |  |  | 6 octobre 2024 - Tachkent | 6 octobre 2024 - Tachkent | 6 octobre 2024 - Tachkent | 6 octobre 2024 - Tachkent |
|  | Afghanistan                  | Afghanistan                 | 1                            | 1                           |            |            |                              |                              |                              |                              |                           |                           |                           |                           |                           |                           |  |  | 6 octobre 2024 - Tachkent | 6 octobre 2024 - Tachkent | 6 octobre 2024 - Tachkent | 6 octobre 2024 - Tachkent |
|  | Afghanistan                  | Afghanistan                 | 1                            | 1                           | Argentine  | Argentine  | 1                            | 1                            |                              |                              |                           |                           |                           |                           |                           |                           |  |  |                           |                           |                           |                           |
|  | 24 septembre 2024 - Tachkent |                             |                              |                             | Argentine  | Argentine  | 1                            | 1                            |                              |                              |                           |                           |                           |                           |                           |                           |  |  |                           |                           |                           |                           |
|  |                              |                             | Brésil                       | Brésil                      | 2          | 2          |                              |                              |                              |                              |                           |                           |                           |                           |                           |                           |  |  |                           |                           |                           |                           |
|  | Pays-Bas                     | Pays-Bas                    | Brésil                       | Brésil                      | 2          | 2          | 1                            | 1                            |                              |                              |                           |                           |                           |                           |                           |                           |  |  |                           |                           |                           |                           |
|  | Pays-Bas                     | Pays-Bas                    |                              |                             |            |            |                              | 1                            |                              |                              |                           |                           |                           |                           |                           |                           |  |  |                           |                           |                           |                           |
|  | Ukraine                      | Ukraine                     | 3                            | 3                           |            |            |                              |                              |                              |                              |                           |                           |                           |                           |                           |                           |  |  |                           |                           |                           |                           |
|  | Ukraine                      | Ukraine                     | 3                            | 3                           | Ukraine    | Ukraine    | 9                            | 9                            |                              |                              |                           |                           |                           |                           |                           |                           |  |  |                           |                           |                           |                           |
|  | 25 septembre 2024 - Andijan  |                             |                              |                             | Ukraine    | Ukraine    | 9                            | 9                            |                              |                              |                           |                           |                           |                           |                           |                           |  |  |                           |                           |                           |                           |
|  |                              |                             | Venezuela                    | Venezuela                   | 4          | 4          |                              |                              |                              |                              |                           |                           |                           |                           |                           |                           |  |  |                           |                           |                           |                           |
|  | Espagne                      | Espagne                     | Venezuela                    | Venezuela                   | 4          | 4          | 1                            | 1                            |                              |                              |                           |                           |                           |                           |                           |                           |  |  |                           |                           |                           |                           |
|  | Espagne                      | Espagne                     | 29 septembre 2024 - Boukhara |                             |            |            | 1                            | 1                            |                              |                              |                           |                           |                           |                           |                           |                           |  |  |                           |                           |                           |                           |
|  | Venezuela                    | Venezuela                   | 2                            | 2                           |            |            |                              |                              |                              |                              |                           |                           |                           |                           |                           |                           |  |  |                           |                           |                           |                           |
|  | Venezuela                    | Venezuela                   | 2                            | 2                           | Ukraine    | Ukraine    | 2                            | 2                            |                              |                              |                           |                           |                           |                           |                           |                           |  |  |                           |                           |                           |                           |
|  | 24 septembre 2024 - Boukhara |                             |                              |                             | Ukraine    | Ukraine    | 2                            | 2                            |                              |                              |                           |                           |                           |                           |                           |                           |  |  |                           |                           |                           |                           |
|  |                              |                             | Brésil                       | Brésil                      | 3          | 3          |                              |                              |                              |                              |                           |                           |                           |                           |                           |                           |  |  |                           |                           |                           |                           |
|  | Brésil                       | Brésil                      | Brésil                       | Brésil                      | 3          | 3          | 5                            | 5                            |                              |                              |                           |                           |                           |                           |                           |                           |  |  |                           |                           |                           |                           |
|  | Brésil                       | Brésil                      |                              |                             |            |            |                              | 5                            |                              |                              |                           |                           |                           |                           |                           |                           |  |  |                           |                           |                           |                           |
|  | Costa Rica                   | Costa Rica                  | 0                            | 0                           |            |            |                              |                              |                              |                              |                           |                           |                           |                           |                           |                           |  |  |                           |                           |                           |                           |
|  | Costa Rica                   | Costa Rica                  | 0                            | 0                           | Brésil     | Brésil     | 3                            | 3                            | Troisième place              | Troisième place              | Troisième place           | Troisième place           |                           |                           |                           |                           |  |  |                           |                           |                           |                           |
|  | 26 septembre 2024 - Boukhara |                             |                              |                             | Brésil     | Brésil     | 3                            | 3                            | Troisième place              | Troisième place              | Troisième place           | Troisième place           |                           |                           |                           |                           |  |  |                           |                           |                           |                           |
|  |                              |                             | Maroc                        | Maroc                       | 1          | 1          |                              |                              | 6 octobre 2024 - Tachkent    | 6 octobre 2024 - Tachkent    | 6 octobre 2024 - Tachkent | 6 octobre 2024 - Tachkent |                           |                           |                           |                           |  |  |                           |                           |                           |                           |
|  | Iran                         | Iran                        | Maroc                        | Maroc                       | 1          | 1          | 3                            | 3                            | 6 octobre 2024 - Tachkent    | 6 octobre 2024 - Tachkent    | 6 octobre 2024 - Tachkent | 6 octobre 2024 - Tachkent |                           |                           |                           |                           |  |  |                           |                           |                           |                           |
|  | Iran                         | Iran                        |                              |                             |            |            |                              | 3                            |                              |                              | France                    | France                    | 1                         | 1                         |                           |                           |  |  |                           |                           |                           |                           |
|  | Maroc                        | Maroc                       | 4                            | 4                           |            |            |                              |                              |                              |                              | France                    | France                    | 1                         | 1                         |                           |                           |  |  |                           |                           |                           |                           |
|  | Maroc                        | Maroc                       | 4                            | 4                           | Ukraine    | Ukraine    | 7                            | 7                            |                              |                              |                           |                           |                           |                           |                           |                           |  |  |                           |                           |                           |                           |
|  |                              |                             |                              |                             |            |            |                              |                              |                              |                              |                           |                           |                           |                           |                           |                           |  |  |                           |                           |                           |                           |

#### Huitièmes de finale
| Match 37          | Brésil  | 5 - 0   | Costa Rica | Bukhara Universal Sports Complex, Boukhara        |                                                   |
| 24 septembre 2024 |         | (2 - 0) |            | Spectateurs : 1 471 Arbitrage : Juan José Cordero | Spectateurs : 1 471 Arbitrage : Juan José Cordero |
| 24 septembre 2024 | Rapport |         |            | Spectateurs : 1 471 Arbitrage : Juan José Cordero | Spectateurs : 1 471 Arbitrage : Juan José Cordero |

| Match 38          | Pays-Bas | 1 - 3   | Ukraine | Humo Arena, Tachkent                             |                                                  |
| 24 septembre 2024 |          | (0 - 1) |         | Spectateurs : 1 883 Arbitrage : Daniel Rodríguez | Spectateurs : 1 883 Arbitrage : Daniel Rodríguez |
| 24 septembre 2024 | Rapport  |         |         | Spectateurs : 1 883 Arbitrage : Daniel Rodríguez | Spectateurs : 1 883 Arbitrage : Daniel Rodríguez |

| Match 39          | Espagne | 1 - 2   | Venezuela | Andijan Universal Sports Complex, Andijan |                                        |
| 25 septembre 2024 |         | (0 - 1) |           | Spectateurs : 1 235 Arbitrage : Ran An    | Spectateurs : 1 235 Arbitrage : Ran An |
| 25 septembre 2024 | Rapport |         |           | Spectateurs : 1 235 Arbitrage : Ran An    | Spectateurs : 1 235 Arbitrage : Ran An |

| Match 40          | Paraguay | 3 - 1 ap | Afghanistan | Humo Arena, Tachkent                            |                                                 |
| 25 septembre 2024 |          | (0 - 1)  |             | Spectateurs : 1 874 Arbitrage : Mohamed Youssef | Spectateurs : 1 874 Arbitrage : Mohamed Youssef |
| 25 septembre 2024 | Rapport  |          |             | Spectateurs : 1 874 Arbitrage : Mohamed Youssef | Spectateurs : 1 874 Arbitrage : Mohamed Youssef |

| Match 41          | Iran    | 3 - 4   | Maroc | Bukhara Universal Sports Complex, Boukhara      |                                                 |
| 26 septembre 2024 |         | (1 - 4) |       | Spectateurs : 1 954 Arbitrage : Daniel Matković | Spectateurs : 1 954 Arbitrage : Daniel Matković |
| 26 septembre 2024 | Rapport |         |       | Spectateurs : 1 954 Arbitrage : Daniel Matković | Spectateurs : 1 954 Arbitrage : Daniel Matković |

| Match 42          | Portugal | 1 - 2   | Kazakhstan | Andijan Universal Sports Complex, Andijan      |                                                |
| 26 septembre 2024 |          | (0 - 1) |            | Spectateurs : 2 825 Arbitrage : Lautaro Romero | Spectateurs : 2 825 Arbitrage : Lautaro Romero |
| 26 septembre 2024 | Rapport  |         |            | Spectateurs : 2 825 Arbitrage : Lautaro Romero | Spectateurs : 2 825 Arbitrage : Lautaro Romero |

| Match 43          | Thaïlande | 2 - 5   | France | Bukhara Universal Sports Complex, Boukhara    |                                               |
| 27 septembre 2024 |           | (0 - 1) |        | Spectateurs : 1 017 Arbitrage : Anthony Riley | Spectateurs : 1 017 Arbitrage : Anthony Riley |
| 27 septembre 2024 | Rapport   |         |        | Spectateurs : 1 017 Arbitrage : Anthony Riley | Spectateurs : 1 017 Arbitrage : Anthony Riley |

| Match 44          | Argentine | 2 - 0   | Croatie | Humo Arena, Tachkent                             |                                                  |
| 27 septembre 2024 |           | (1 - 0) |         | Spectateurs : 2 307 Arbitrage : Anatoliy Rubakov | Spectateurs : 2 307 Arbitrage : Anatoliy Rubakov |
| 27 septembre 2024 | Rapport   |         |         | Spectateurs : 2 307 Arbitrage : Anatoliy Rubakov | Spectateurs : 2 307 Arbitrage : Anatoliy Rubakov |

#### Quarts de finale
| Match 45          | Brésil  | 3 - 1   | Maroc | Bukhara Universal Sports Complex, Boukhara         |                                                    |
| 29 septembre 2024 |         | (2 - 0) |       | Spectateurs : 2 705 Arbitrage : Alejandro Martínez | Spectateurs : 2 705 Arbitrage : Alejandro Martínez |
| 29 septembre 2024 | Rapport |         |       | Spectateurs : 2 705 Arbitrage : Alejandro Martínez | Spectateurs : 2 705 Arbitrage : Alejandro Martínez |

| Match 46          | Ukraine | 9 - 4   | Venezuela | Humo Arena, Tachkent                            |                                                 |
| 29 septembre 2024 |         | (5 - 3) |           | Spectateurs : 3 209 Arbitrage : Tarek Elkhataby | Spectateurs : 3 209 Arbitrage : Tarek Elkhataby |
| 29 septembre 2024 | Rapport |         |           | Spectateurs : 3 209 Arbitrage : Tarek Elkhataby | Spectateurs : 3 209 Arbitrage : Tarek Elkhataby |

| Match 47          | France  | 2 - 1   | Paraguay | Bukhara Universal Sports Complex, Boukhara   |                                              |
| 30 septembre 2024 |         | (0 - 0) |          | Spectateurs : 1 115 Arbitrage : Jorge Flores | Spectateurs : 1 115 Arbitrage : Jorge Flores |
| 30 septembre 2024 | Rapport |         |          | Spectateurs : 1 115 Arbitrage : Jorge Flores | Spectateurs : 1 115 Arbitrage : Jorge Flores |

| Match 48          | Kazakhstan | 1 - 6   | Argentine | Humo Arena, Tachkent                         |                                              |
| 30 septembre 2024 |            | (0 - 0) |           | Spectateurs : 8 898 Arbitrage : Ondřej Černý | Spectateurs : 8 898 Arbitrage : Ondřej Černý |
| 30 septembre 2024 | Rapport    |         |           | Spectateurs : 8 898 Arbitrage : Ondřej Černý | Spectateurs : 8 898 Arbitrage : Ondřej Černý |

#### Demi-finales
| Match 49       | Ukraine | 2 - 3   | Brésil | Humo Arena, Tachkent                          |                                               |
| 2 octobre 2024 |         | (1 - 0) |        | Spectateurs : 4 208 Arbitrage : Anthony Riley | Spectateurs : 4 208 Arbitrage : Anthony Riley |
| 2 octobre 2024 | Rapport |         |        | Spectateurs : 4 208 Arbitrage : Anthony Riley | Spectateurs : 4 208 Arbitrage : Anthony Riley |

| Match 50       | Argentine | 3 - 2   | France | Humo Arena, Tachkent                           |                                                |
| 3 octobre 2024 |           | (2 - 1) |        | Spectateurs : 4 539 Arbitrage : Ryan Shepheard | Spectateurs : 4 539 Arbitrage : Ryan Shepheard |
| 3 octobre 2024 | Rapport   |         |        | Spectateurs : 4 539 Arbitrage : Ryan Shepheard | Spectateurs : 4 539 Arbitrage : Ryan Shepheard |

#### Match pour la troisième place
| Match 51       | Ukraine | 7 - 1   | France | Humo Arena, Tachkent                             |                                                  |
| 6 octobre 2024 |         | (1 - 0) |        | Spectateurs : 4 890 Arbitrage : Daniel Rodríguez | Spectateurs : 4 890 Arbitrage : Daniel Rodríguez |
| 6 octobre 2024 | Rapport |         |        | Spectateurs : 4 890 Arbitrage : Daniel Rodríguez | Spectateurs : 4 890 Arbitrage : Daniel Rodríguez |

#### Finale
| Match 52       | Brésil  | 2 - 1   | Argentine | Humo Arena, Tachkent                               |                                                    |
| 6 octobre 2024 |         | (2 - 0) |           | Spectateurs : 9 029 Arbitrage : Alejandro Martínez | Spectateurs : 9 029 Arbitrage : Alejandro Martínez |
| 6 octobre 2024 | Rapport |         |           | Spectateurs : 9 029 Arbitrage : Alejandro Martínez | Spectateurs : 9 029 Arbitrage : Alejandro Martínez |

## Statistiques et récompenses

### Ballon d'or du meilleur joueur
| Place              | Joueur                |
| ------------------ | --------------------- |
| Médaille d'or      | Dyego                 |
| Médaille d'argent  | Marlon                |
| Médaille de bronze | Rostyslav Semenchenko |

### Soulier d'or du meilleur buteur
Le Soulier d'or est attribué au meilleur buteur de la compétition.
| Place              | Joueur          | Buts |
| ------------------ | --------------- | ---- |
| Médaille d'or      | Marcel          | 10   |
| Médaille d'argent  | Danyil Abakshyn | 7    |
| Médaille de bronze | Kevin Arrieta   | 7    |

### Autres récompenses
Le Gant d'or est attribué au meilleur gardien de but de la compétition. Le Prix du fair-play de la FIFA est attribué à l'équipe ayant fait preuve du plus bel esprit sportif et du meilleur comportement.
| Prix              | Lauréat  |
| ----------------- | -------- |
| Gant d'or         | Willian  |
| Prix du fair-play | Portugal |

### Classement final
| Rang | Groupe | Équipe           | J | V | N | P | BP | BC | Diff | Pts | Résultat            |
| ---- | ------ | ---------------- | - | - | - | - | -- | -- | ---- | --- | ------------------- |
| 1    | B      | Brésil           | 7 | 7 | 0 | 0 | 40 | 6  | +34  | 21  | Champion            |
| 2    | C      | Argentine        | 7 | 6 | 0 | 1 | 30 | 12 | +18  | 18  | Vice-champion       |
| 3    | C      | Ukraine          | 7 | 5 | 0 | 2 | 33 | 19 | +14  | 15  | Troisième           |
| 4    | F      | France           | 7 | 4 | 0 | 3 | 24 | 23 | +1   | 12  | Quatrième           |
|      |        |                  |   |   |   |   |    |    |      |     |                     |
| 5    | D      | Kazakhstan       | 5 | 3 | 1 | 1 | 18 | 9  | +9   | 10  | Quarts de finale    |
| 6    | A      | Paraguay         | 5 | 3 | 0 | 2 | 15 | 11 | +4   | 9   | Quarts de finale    |
| 7    | E      | Maroc            | 5 | 3 | 0 | 2 | 16 | 15 | +1   | 9   | Quarts de finale    |
| 8    | F      | Venezuela        | 5 | 2 | 0 | 3 | 17 | 27 | -10  | 6   | Quarts de finale    |
|      |        |                  |   |   |   |   |    |    |      |     |                     |
| 9    | F      | Iran             | 4 | 3 | 0 | 1 | 23 | 10 | +13  | 9   | Huitièmes de finale |
| 10   | E      | Portugal         | 4 | 3 | 0 | 1 | 18 | 6  | +12  | 9   | Huitièmes de finale |
| 11   | D      | Espagne          | 4 | 2 | 1 | 1 | 17 | 4  | +13  | 7   | Huitièmes de finale |
| 12   | B      | Thaïlande        | 4 | 2 | 0 | 2 | 15 | 20 | -5   | 6   | Huitièmes de finale |
| 13   | A      | Pays-Bas         | 4 | 1 | 2 | 1 | 11 | 10 | +1   | 5   | Huitièmes de finale |
| 14   | A      | Costa Rica       | 4 | 1 | 1 | 2 | 9  | 15 | -6   | 4   | Huitièmes de finale |
| 15   | B      | Croatie          | 4 | 1 | 0 | 3 | 9  | 12 | -3   | 3   | Huitièmes de finale |
| 16   | C      | Afghanistan      | 4 | 1 | 0 | 3 | 9  | 13 | -4   | 3   | Huitièmes de finale |
|      |        |                  |   |   |   |   |    |    |      |     |                     |
| 17   | E      | Panama           | 3 | 1 | 0 | 2 | 12 | 19 | -7   | 3   | Phase de groupes    |
| 18   | D      | Libye            | 3 | 1 | 0 | 2 | 4  | 13 | -9   | 3   | Phase de groupes    |
| 19   | A      | Ouzbékistan      | 3 | 0 | 1 | 2 | 7  | 12 | -5   | 1   | Phase de groupes    |
| 20   | E      | Tadjikistan      | 3 | 0 | 0 | 3 | 7  | 15 | -8   | 0   | Phase de groupes    |
| 21   | C      | Angola           | 3 | 0 | 0 | 3 | 11 | 22 | -11  | 0   | Phase de groupes    |
| 22   | F      | Guatemala        | 3 | 0 | 0 | 3 | 10 | 22 | -12  | 0   | Phase de groupes    |
| 23   | D      | Nouvelle-Zélande | 3 | 0 | 0 | 3 | 2  | 20 | -18  | 0   | Phase de groupes    |
| 24   | B      | Cuba             | 3 | 0 | 0 | 3 | 5  | 27 | -22  | 0   | Phase de groupes    |

### Bilan par confédération
| Confédération | Premier tour | Huitièmes de finale | Quarts de finale | Demi-finales | Finale | Victoire |
| ------------- | ------------ | ------------------- | ---------------- | ------------ | ------ | -------- |
| CONMEBOL      | 4            | 4                   | 4                | 2            | 2      | 1        |
| UEFA          | 7            | 7                   | 3                | 2            | -      | -        |
| CAF           | 3            | 1                   | 1                | -            | -      | -        |
| AFC           | 5            | 3                   | -                | -            | -      | -        |
| CONCACAF      | 4            | 1                   | -                | -            | -      | -        |
| OFC           | 1            | -                   | -                | -            | -      | -        |
| Total         | 24           | 16                  | 8                | 4            | 2      | 1        |